# Lasioglossum cyclurum
Lasioglossum cyclurum är en biart som först beskrevs av Cockerell 1915.  Lasioglossum cyclurum ingår i släktet smalbin, och familjen vägbin. Inga underarter finns listade i Catalogue of Life.